# 熊谷駅
熊谷駅（くまがやえき）は、埼玉県熊谷市にある、東日本旅客鉄道（JR東日本）・秩父鉄道の駅である。
所在地はJR東日本が筑波二丁目、秩父鉄道が桜木町一丁目となっている。

## 乗り入れ路線
JR東日本の上越新幹線と高崎線、秩父鉄道の秩父本線が乗り入れており、接続駅となっている。
当駅に乗り入れる新幹線は、線路名称上は上越新幹線のみだが、高崎駅を起点とする北陸新幹線の列車も上越新幹線に乗り入れている。また高崎線は上野駅発着系統と、新宿駅経由で東海道線に直通する湘南新宿ライン、上野駅・東京駅経由で東海道線に直通する上野東京ラインが停車する。
秩父鉄道にはCR09の駅番号が設定されている。事務管理コードは▲411407を使用している。

## 歴史
- 1883年（明治16年）

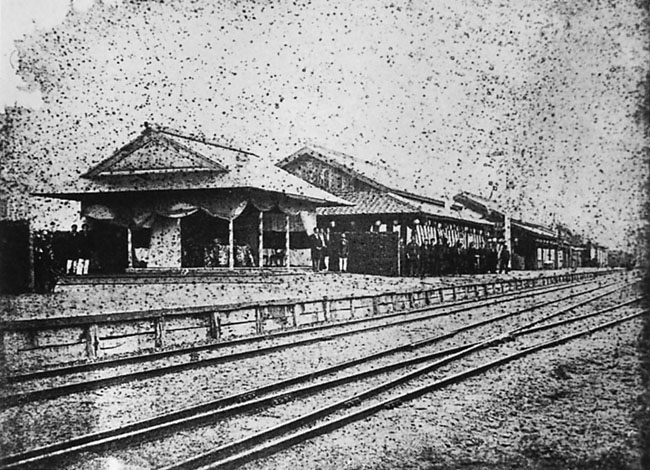
熊谷駅の開業式

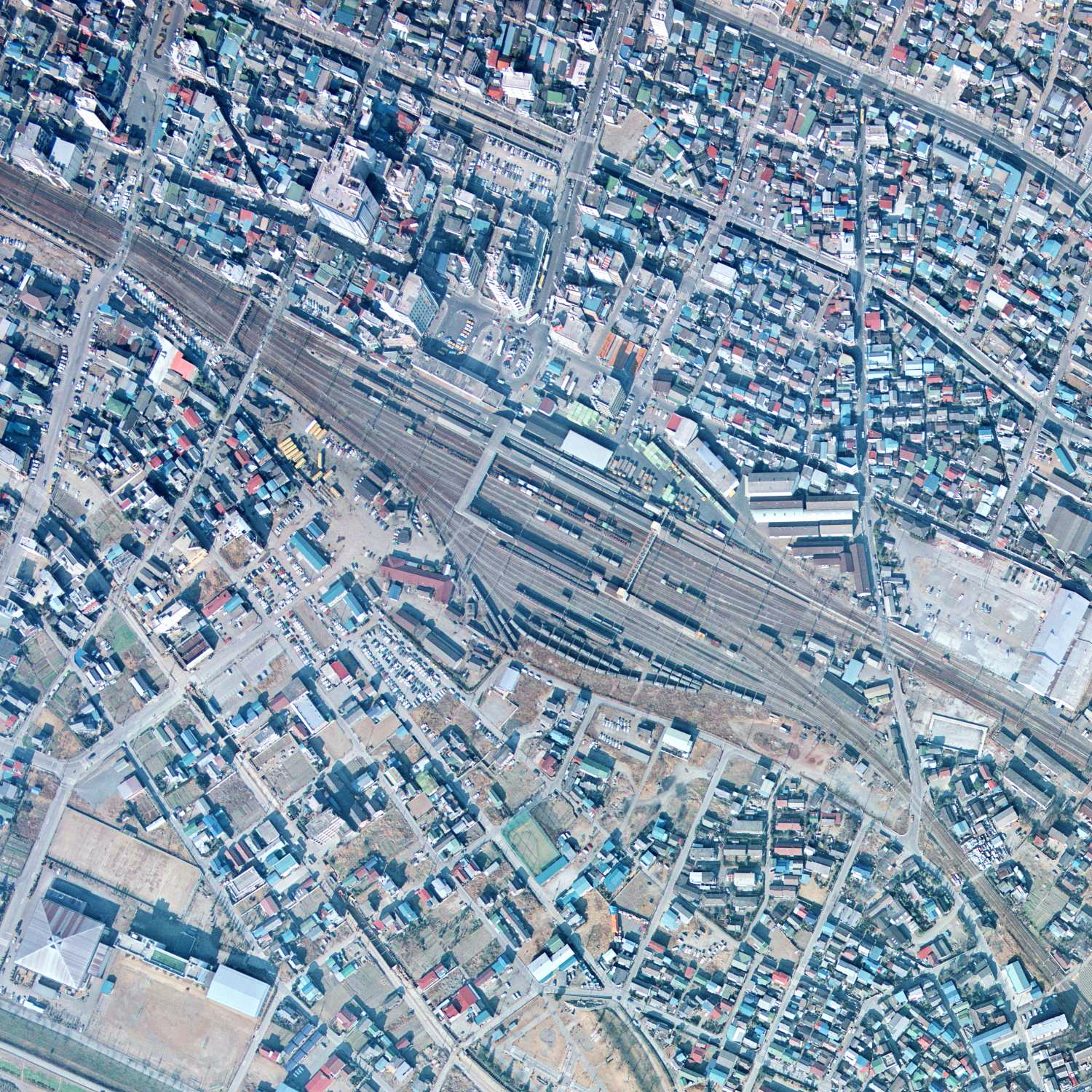
熊谷駅周辺の空中写真（1975年1月撮影）

  - 7月28日：上野駅 - 熊谷駅間の日本鉄道第1期線（現在の高崎線）の駅（当時終着駅）として開業[1][3]。当駅は高崎線内で浦和駅・上尾駅・鴻巣駅と並んで最も古い駅の一つとなっている。
  - 10月21日：日本鉄道第1期線が当駅から本庄まで延伸（以降前橋まで延伸される）。
- 1901年（明治34年）10月7日：上武鉄道（当時）開業。
- 1906年（明治39年）11月1日：日本鉄道国有化[3]。
- 1909年（明治42年）10月12日：上野駅 - 前橋駅間の鉄道路線が、分割・名称設定により、当駅は大宮駅 - 高崎駅間の高崎線の駅となる。
- 1916年（大正5年）2月25日：上武鉄道が社名を秩父鉄道に変更。
- 1922年（大正11年）8月1日：北武鉄道が建設した行田・当駅間が延伸開業。北武鉄道が秩父鉄道に合併される。
- 1943年（昭和18年）12月5日：東武鉄道熊谷線開通（秩父鉄道ホームを間借り）。
- 1945年（昭和20年）8月15日：熊谷空襲により貨物・運転事務室、集会所、官舎などが焼失したが、主要な建物や線路への被害は免れた[4]。
- 1946年（昭和21年）3月28日：昭和天皇の埼玉県行幸（昭和天皇の戦後巡幸）。原宿駅 - 熊谷駅間でお召し列車が運行[5]。
- 1963年（昭和38年）12月15日：駅舎改築。
- 1973年（昭和48年）5月1日：秩父鉄道ホーム改良、羽生方面と三峰口方面の直通運転開始。
- 1979年（昭和54年）10月1日：貨物の取り扱いを廃止[3]。
- 1982年（昭和57年）11月15日：上越新幹線が開業、同時に国鉄と秩父鉄道の駅舎・改札を分離。
- 1983年（昭和58年）
  - 6月1日：東武熊谷線廃止。
  - 11月12日：南口設置。それまでは、正面口（北口）のみだった。
- 1987年（昭和62年）
  - 4月1日：国鉄分割民営化に伴い、国鉄の駅は東日本旅客鉄道（JR東日本）の駅となる[3]。
  - 4月24日：駅ビル・アズ開業[6]。
  - 12月15日：正面口広場（ロータリー）設置。
- 1992年（平成4年）3月25日：駅旅行センターが改装され、びゅうプラザとなる[新聞 1]。
- 1995年（平成7年）3月10日：JR在来線改札口に自動改札機設置[7]。
- 1999年（平成11年）1月20日：JR新幹線改札口に自動改札機を設置[8]。
- 2001年（平成13年）
  - 11月18日：JR東日本でICカード「Suica」の利用が可能となる[報道 1]。
  - 12月1日：JR「湘南新宿ライン」列車運転開始。当駅で出発式が挙行された。
- 2003年（平成15年）10月12日：新幹線でSuica FREX定期券およびSuica FREXパル定期券の利用が可能となる[報道 2]
- 2004年（平成16年）11月20日：駅に直結する商業ビルTiara21開業、東口（ティアラ口）を併設。
- 2013年（平成25年）7月28日：開業130周年を迎え、記念イベントが開催される[新聞 2]。
- 2018年（平成30年）4月1日：タッチでGo!新幹線のサービスを開始[報道 3][報道 4]。
- 2019年（令和元年）12月28日：びゅうプラザが営業を終了[報道 5]。
- 2020年（令和2年）3月14日：新幹線eチケットサービス開始[報道 6]。
- 2022年（令和4年）3月12日：秩父鉄道でICカード「PASMO」の利用が可能となる[報道 7]。あわせて同線改札口に自動改札機（IC専用）を導入[9]。

## 駅構造
北口（正面口）・南口・東口（ティアラ口）・駅ビルのアズ・隣接するティアラ21（東口直結）・アズ（高崎ターミナルビル）運営の定期契約及び一般の駅駐車場・熊谷市運営の自転車駐輪場から駅構内へ出入りできる。
JR東日本および秩父鉄道の改札口はそれぞれ別になっており、連絡改札口はない（以前は共用だったが、上越新幹線の建設工事に伴い改札口が分けられた）。また、改札口は両社それぞれ1か所（JR東日本新幹線専用改札口も存在せず、在来線改札を経由し、乗換改札利用となっている）で、どの入口から入っても同じ改札口を利用することになる（東口‐高崎線の利用はガラスの壁1枚を隔てて大きく迂回する形になっており、東口から最短の位置に改札設置を求める市民の声もあるが、市・JR東日本双方の予算・管理の問題で拒否されている）。
公共施設として熊谷市観光協会の熊谷駅観光案内所（自由通路北口寄りびゅうプラザ跡地。2025年3月21日開設）、熊谷警察署熊谷駅前交番と熊谷市役所熊谷駅連絡所（北口駅舎内ロータリーに面する）が設置されている。また、自由通路北口寄りにストリートピアノが設置されている。
籠原・上熊谷側に高崎線と秩父鉄道との連絡する渡り線（高崎線当駅下りホーム-秩父鉄道上熊谷駅を接続）が敷設されているが、高崎線 - 秩父鉄道直通列車の運行が定期臨時問わず行われていないことから、2024年現在は渡り線中間部分に枕木が針金で固定され仮封鎖されている（貨物列車等に関しては、当駅から機能移転した熊谷貨物ターミナル駅より秩父鉄道貨物専用線の三ヶ尻線を介して定期的に行き来が行われていたものの、2020年末に三ヶ尻線が区間廃線して線路が完全撤去されている）。

### JR東日本
地平部に高崎線、高架上に上越新幹線のホームがそれぞれあり、橋上駅舎を有している。
高崎支社所属熊谷統括センター管轄の直営駅。管理駅として行田駅を管理する。
- 熊谷統括センターは、当駅構内に併設され、熊谷駅長がセンター所長を兼務しており、埼玉県内の高崎線各駅および上越新幹線本庄早稲田駅[13]の駅務（直営駅-委託駅）を統括すると共に、籠原駅構内を拠点とする列車乗務員を管理している（乗務ユニット、旧籠原運輸区）[14]。
熊谷駅と近隣駅を管理指導する「熊谷地区指導センター」が前身。JR東日本全体での現業機関再編に伴い、まずは指導センターを引き継ぎ、高崎支社より一部権限移譲を受け「熊谷営業統括センター」が発足（管轄駅が同一かは不明）。その後、籠原運輸区を統合して、「熊谷統括センター」となった。

在来線きっぷうりば前および新幹線コンコース内待合室にJR東日本のシェアオフィス事業『STATION WORK』の個室ブース「STATION BOOTH」が、2021年に1台ずつ設置された。

#### 在来線
- みどりの窓口・自動券売機（黒）・自動チャージ機・指定席券売機（改札内外ともに設置）・自動改札機（一部Suica専用自動改札機）・ビューアルッテ（改札口外）・自動体外式除細動器（AED、新幹線改札内）が設置されている。南北自由通路となっている橋上に高崎線の改札口があり、その内側に新幹線乗り換え改札口がある。改札内にはNewDaysミニおよび駅そば店があり、トイレは駅そば店北側にある。
- 高崎線は、島式ホーム2面4線の地上駅である。1・2番線の上野寄りの階段の昇り口付近にSuica専用グリーン券の券売機があり、そのさらに上野寄りにキヨスクがあったが閉店、2007年（平成19年）4月25日に工事を行い、「AUTO KIOSK」と称した菓子などの自動販売機を設置した無人販売エリアとなった。2009年に両ホームの上野寄りに待合室が設置された。
- ホームに向かうエレベーターが各方面の階段の間に、高崎寄りの階段のさらに高崎寄りにエスカレーター（上り下り両方）が設置されている。かつては1・2番線のこの辺りに立ち食いそば店があった。
- 快速「アーバン」・特別快速は当駅を境に高崎・前橋方面は各駅に停車、上野・新宿方面は快速運転となり、いずれも次の停車駅が鴻巣駅となる。
- 長らく当駅止まりの定期列車は設定されていない。当駅始発列車は直近では2017年3月6日-2022年3月11日の約5年間のみ平日朝6時過ぎに当駅始発特急スワローあかぎ2号上野行きが設定されていた[報道 8][16]。
- 3番線は上り方面も利用可能で折り返しも可能な構造になっており、ダイヤが乱れた場合に大宮駅方面からの下り列車が当駅で運転を打ち切って上り方面へ折り返す場合に使用されるほか、過去に運転されていた夏季臨時快速マリンブルーくじらなみ号をはじめとする当駅始発の臨時列車の発着に使われ、通常は下り特急や快速の待ち合わせ用として使用されている。かつては秩父鉄道直通列車の連結・切り離しが行われていたことがあった。
- なお1番線は快速列車の待避以外にも、2024年現在は熊谷花火大会帰宅客輸送用の当駅始発大宮行き臨時普通列車の乗車ホームとして使用される（2番線発もあり。かつては使用車両の大宮総合車両センター転属以降はマリンブルーくじらなみ号が3番線に代わって降車ホームとして使用していた）。花火大会以外にも、熊谷ラグビー場で稀にある大型試合（日本代表、国際大会レベル）開催時にも当駅始発普通臨時列車の設定が行われる。
- 3・4番線ホーム大宮寄り階段上には、埼玉県警察本部鉄道警察隊熊谷分駐隊の入口があるが、常駐している警察官はいない。
- 当駅大宮寄りに、高崎電力技術センター熊谷メンテナンスセンター及び熊谷保線技術センターが設置されており、高崎線保線作業の拠点となっている。

#### 新幹線
- 新幹線は単式・島式ホームの2面3線の高架駅である。副本線にホームがあり、下りは単式ホームの1線、上りは島式ホームの2線である（2015年3月時点で上りは通常12番線を使用し、11番線の使用は少ないながら定期列車で使用している）。
- 本線は、上下各副本線の間を走っている。上りホームの中央付近に喫煙室が設置されている。東京方に階段、高崎方にエスカレータ（昇り降り両方）が設置されている。エレベータは11・12番線は東京方の階段の横に、13番線は階段・エスカレータの間に設置されている。上り・下りともホーム上に有人の売店は存在しない。上りホームには飲料と菓子類の自動販売機がある。コンコースにはNewDaysミニがある。
- 2009年10月より喫煙室以外終日禁煙となった。

#### のりば
| 番線              | 路線             | 方向 | 行先                         | 備考                 |
| ----------------- | ---------------- | ---- | ---------------------------- | -------------------- |
| 在来線 地上ホーム |                  |      |                              |                      |
| 1・2              | ■ 高崎線         | 上り | 大宮・東京・新宿・横浜方面   | 1番線は一部列車のみ  |
| 1・2              | ■ 湘南新宿ライン | 上り | 大宮・東京・新宿・横浜方面   | 1番線は一部列車のみ  |
| 1・2              | ■ 上野東京ライン | 上り | 大宮・東京・新宿・横浜方面   | 1番線は一部列車のみ  |
| 3・4              | ■ 高崎線         | 下り | 高崎・水上・長野原草津口方面 | 3番線は一部列車のみ  |
| 新幹線 高架ホーム |                  |      |                              |                      |
| 11・12            | 新幹線           | 上り | 大宮・上野・東京方面         | 11番線は一部列車のみ |
| 13                | 上越新幹線       | 下り | 高崎・新潟方面               |                      |
| 13                | 北陸新幹線       | 下り | 長野・金沢・敦賀方面         |                      |

（出典：JR東日本:駅構内図）
- 1・3番線は待避線であり、使用する列車は少ない。
- 11番線は待避線であるが使用頻度は非常に少ない。なお、折り返し運転が可能な設備となっており、非常に稀であるが、試験・検測列車の折り返しのほか、熊谷ラグビー場にて行われる国際大会レベルのイベント時には当駅 - 東京駅間の「たにがわ」臨時列車の始発・終着ホームとして使用されることがある（本数が少なく上りのみの設定など折り返し運転不要な場合は、11番線の折り返しではなく、上りは高崎方面から回送され、進行方向を変えずに通常通り12番線発となることもある）。
- 北陸新幹線で通常当駅に停車する列車は長野駅発着の「あさま」のみであり、富山・金沢・敦賀方面は1回以上の乗り換えが必要となる。ただし、2019年10月25日 - 11月30日限定で、令和元年東日本台風の影響による暫定ダイヤにて、金沢駅発着の「はくたか」上り2本・下り1本が当駅に停車していた[報道 9]。
- 11・12番線は「新幹線」とのみ表記され、「上越」「北陸」は省略されている。
- 上越新幹線の「とき」「たにがわ」は、日中の時間帯（12時台 - 15時台）はすべて当駅を通過するため、越後湯沢・新潟方面へは北陸新幹線「あさま」を利用し、高崎駅での乗り換えが必要となる。

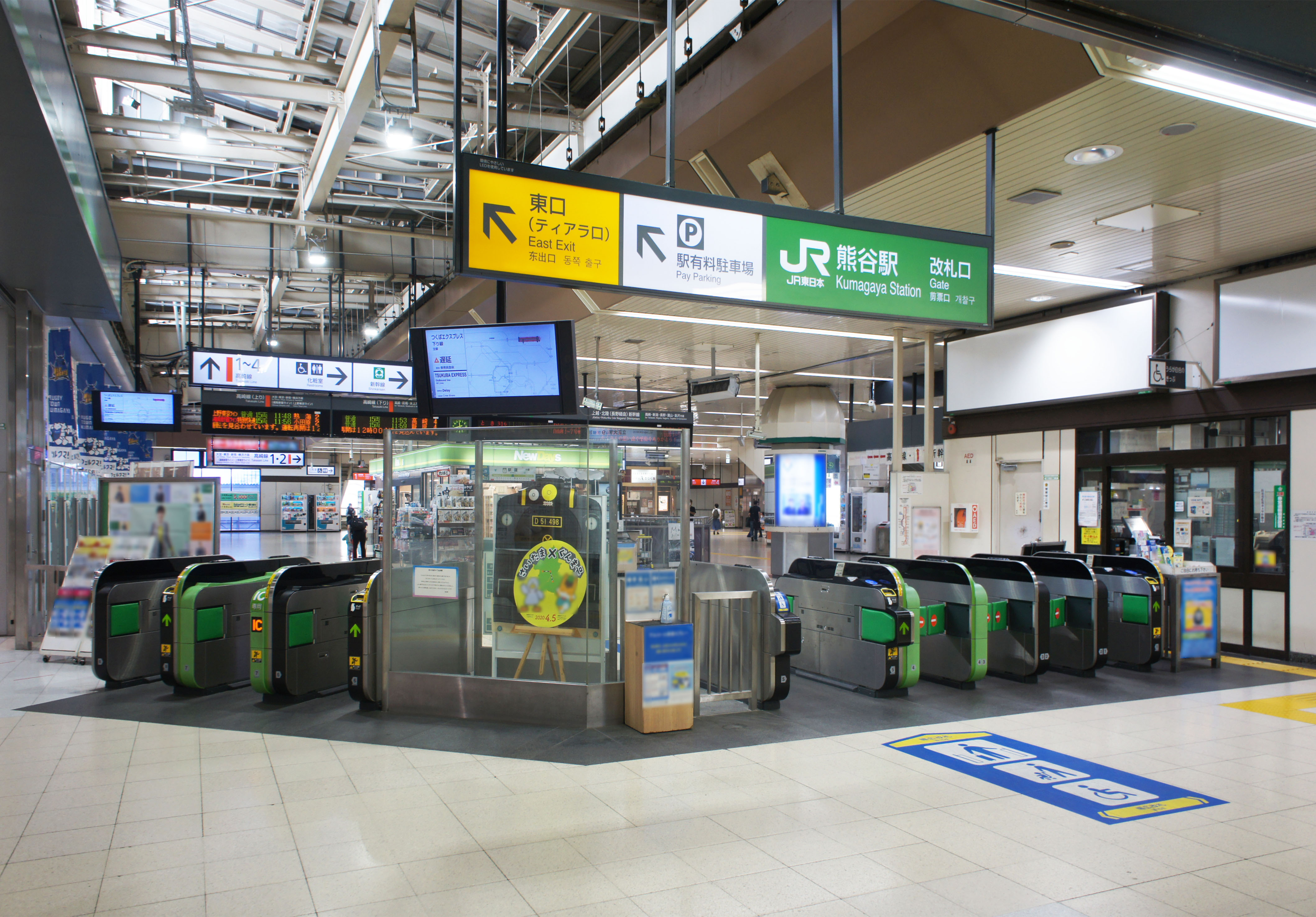
JR 熊谷駅改札口（2021年10月）
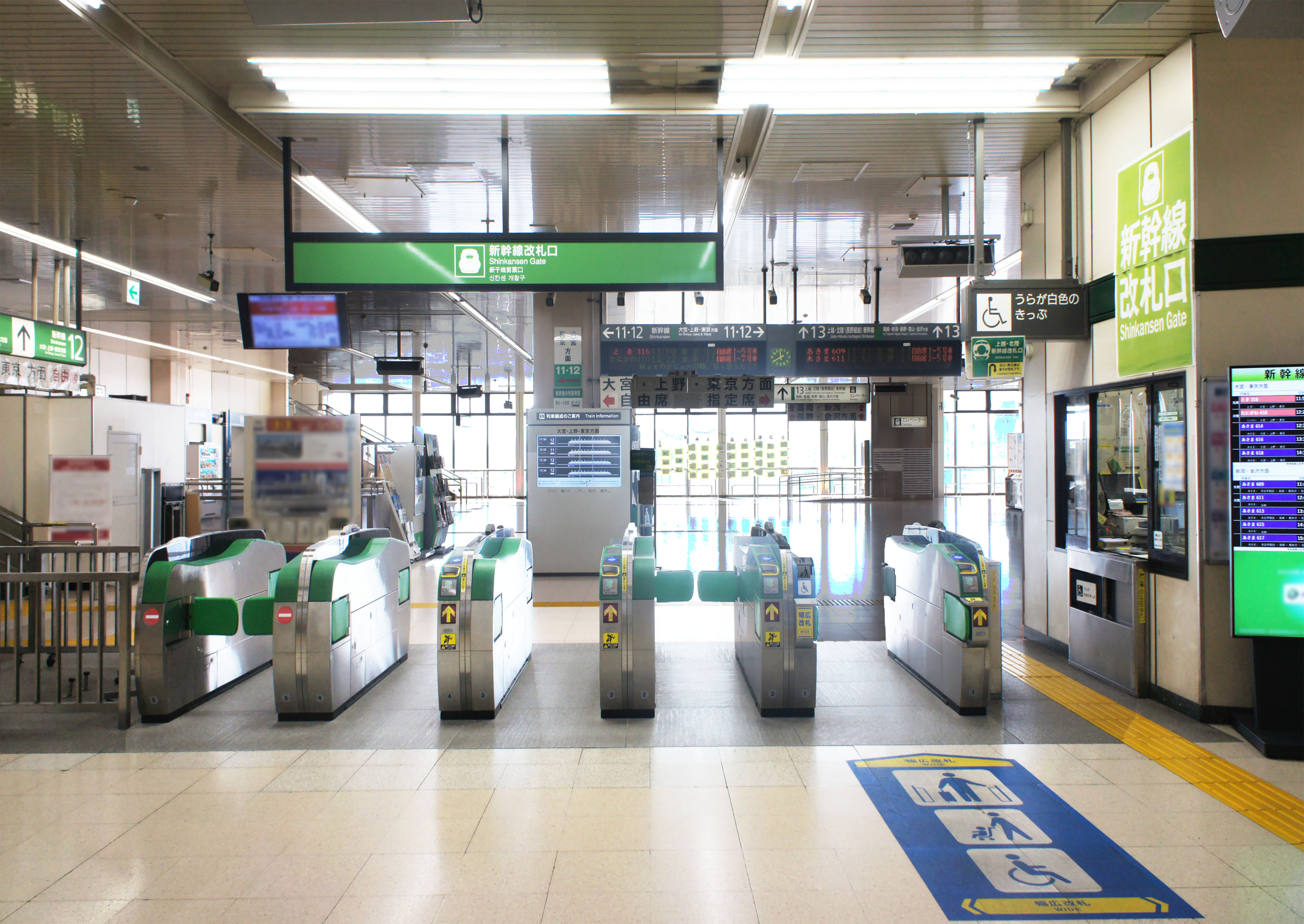
在来線⇔新幹線乗換改札口（2021年10月）
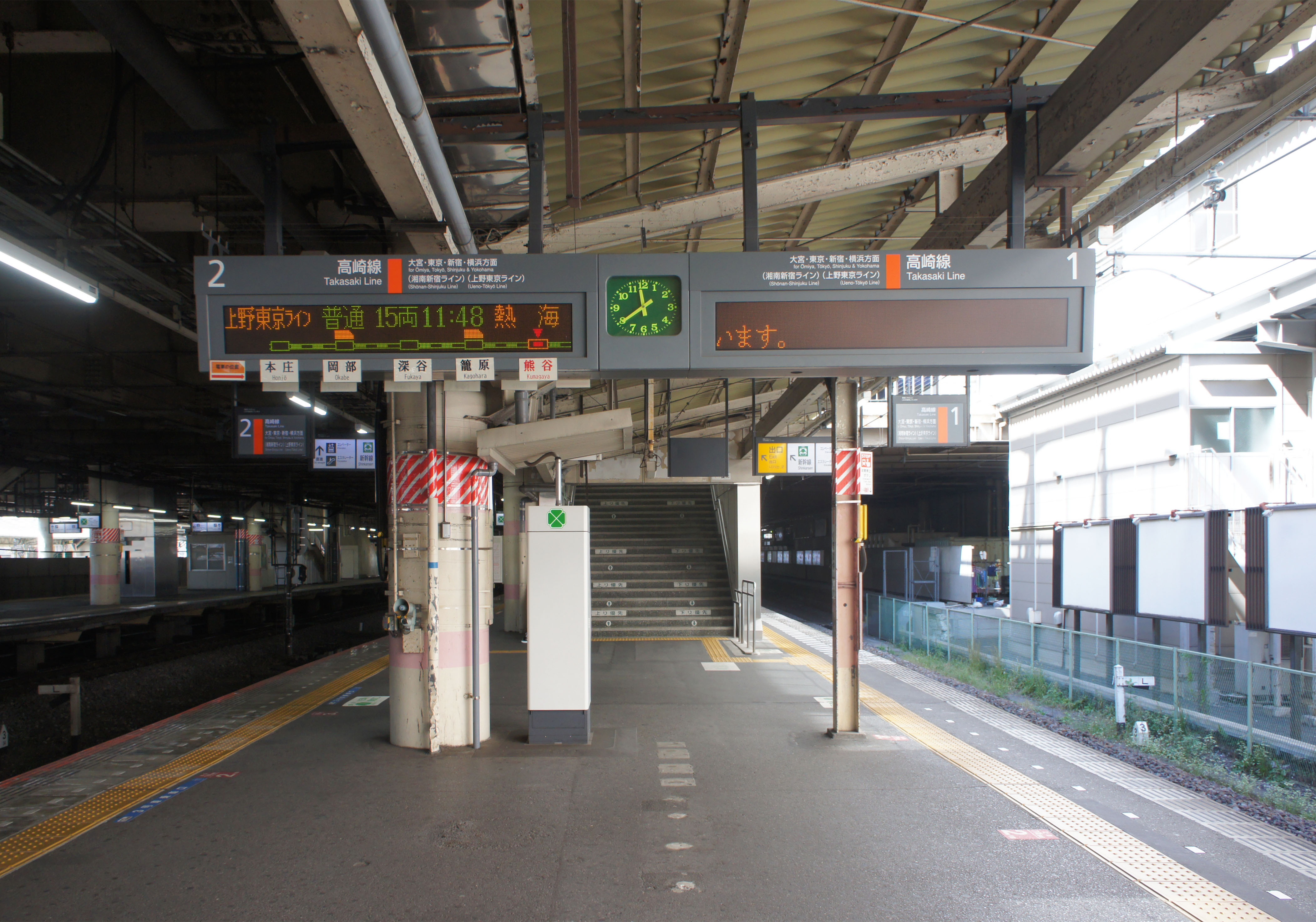
在来線1・2番線ホーム（2021年10月）
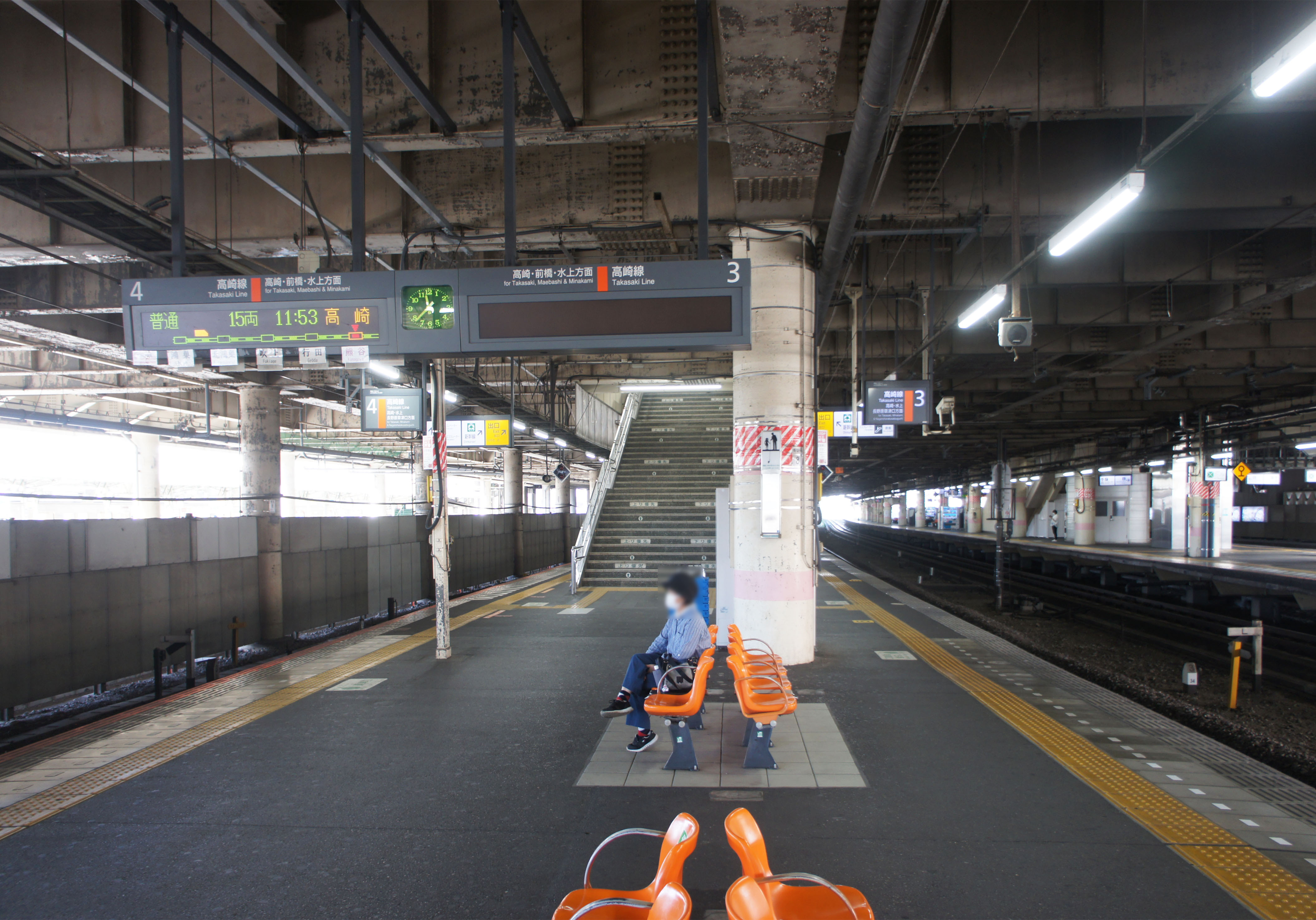
在来線3・4番線ホーム（2021年10月）
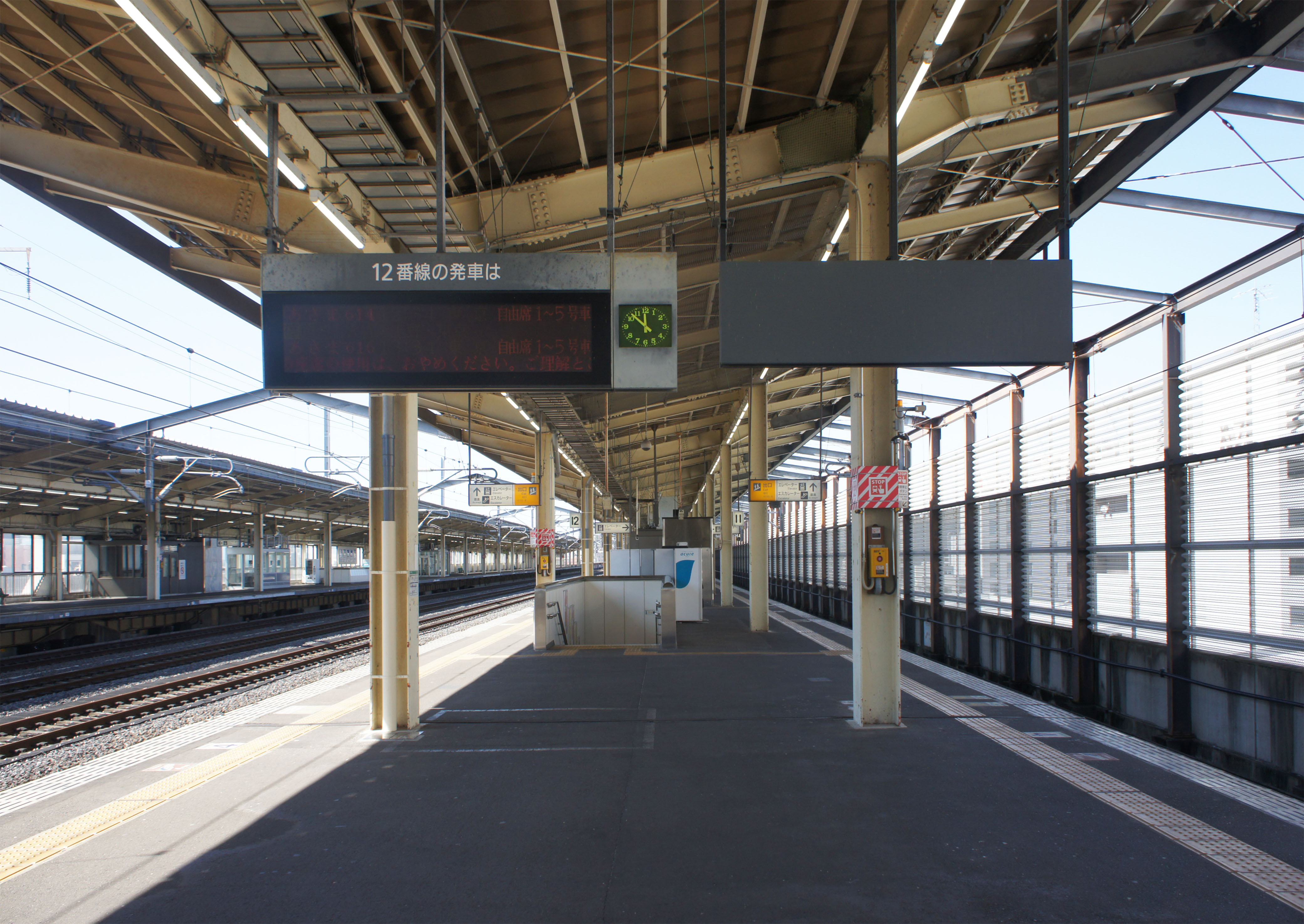
新幹線11・12番線ホーム（2021年10月）
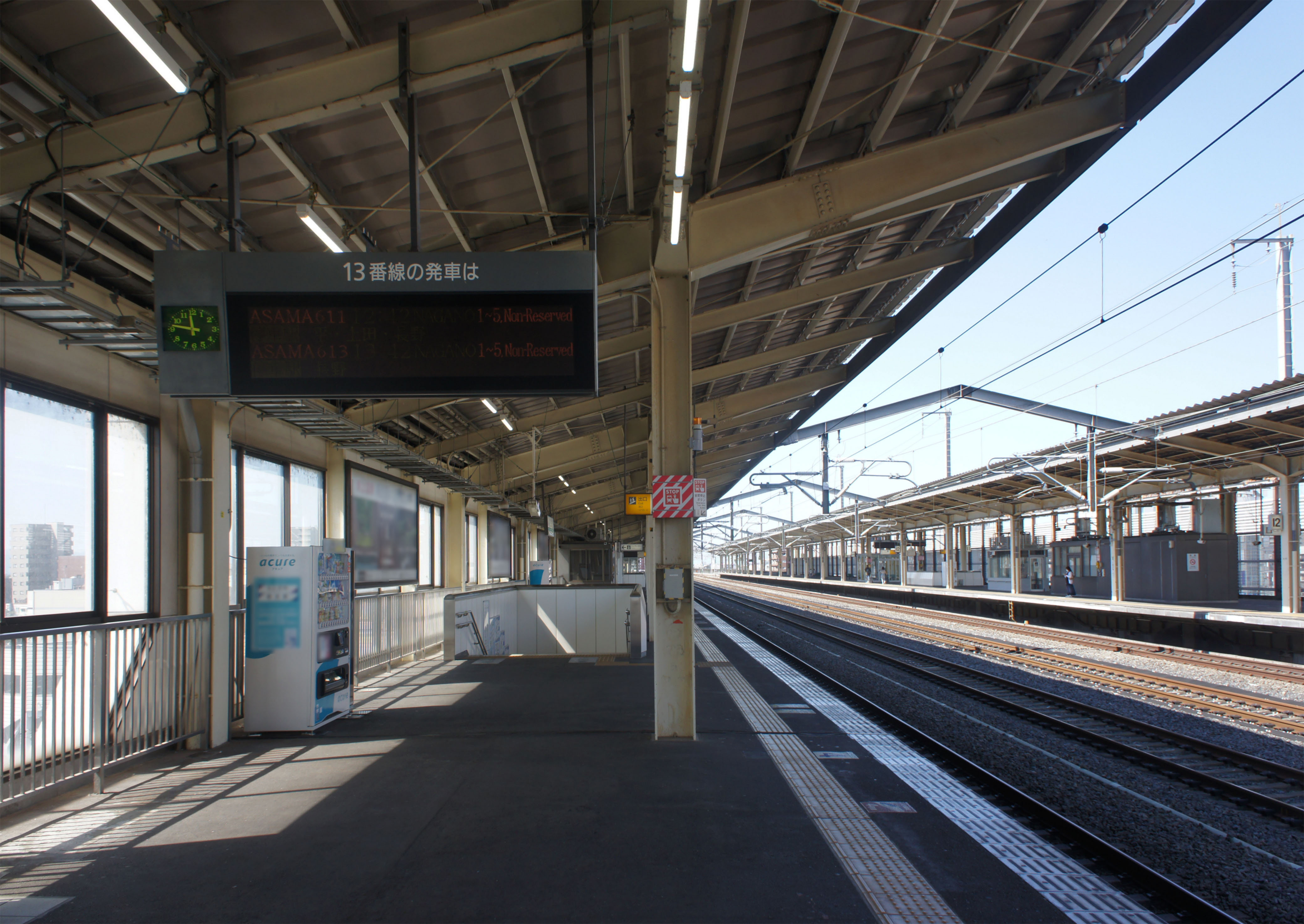
新幹線13番線ホーム（2021年10月）

#### 発車メロディ
- 2008年（平成20年）4月1日より、在来線ホームの発車メロディが熊谷市歌のサビの部分をアレンジしたものに変更された[18]。これは、熊谷市が市歌普及を促すために計画したものである[19]。

### 秩父鉄道
島式ホーム1面2線の地上駅で、橋上駅舎を有しており、自動券売機・自動体外式除細動器（AED、改札内）が設置されている。2022年3月12日にPASMOが導入され、同時に自動改札機も導入されているが、きっぷ投入口が無いICカード専用（タワー型の簡易機ではない）となっている。きっぷ利用時は窓口に面したIC・きっぷ兼用通路（ここも自動改札機だが、ICタッチ時のエラー検知がない限りゲートは閉じない）にて窓口内にいる駅員に見せて（渡して）通過する。
直営駅であり、管理駅として、西羽生駅 - 永田駅の各駅（ただし武川駅は自駅管理のため除く）を管理している。ホームの羽生寄りに運転指令所などの施設、6番線の南側に留置線が4本（それぞれ2編成ずつ留置可能）ある。6番線の線路は留置線への入れ換えにも使用するため、上熊谷寄りに複線が長くとられている。
改札階とホームを行き来するには階段のみで、ホームにあるトイレも老朽化が進んでいたが、熊谷市によって2008年度にエレベーター・多機能トイレが設置された。かつて、ホーム上で立ち食いそば店と売店が営業していたが、2014年初頭に営業終了・什器等が撤去された。2021年現在は自動販売機とベンチが設置されている。

#### のりば
| 番線 | 路線    | 方向 | 行先                         |
| ---- | ------- | ---- | ---------------------------- |
| 5    | ■秩父線 | 上り | 行田市・羽生方面             |
| 6    | ■秩父線 | 下り | 寄居・長瀞・秩父・三峰口方面 |

- パレオエクスプレスは5番線に発着する。
- SLの発着時間帯の前後など、ダイヤによっては5番線から三峰口方向へ、6番線から羽生方面に出発することもある。
- 2021年現在の5番線の上熊谷寄りには、1983年まで東武熊谷線が発着していた。当時は、ホームの中程で線路を砂利盛りで仕切り、上熊谷側を東武熊谷線、持田側を秩父線が使用していた。そのため、秩父線の5番線は羽生方面からの発着しかできない構造だった[21]。

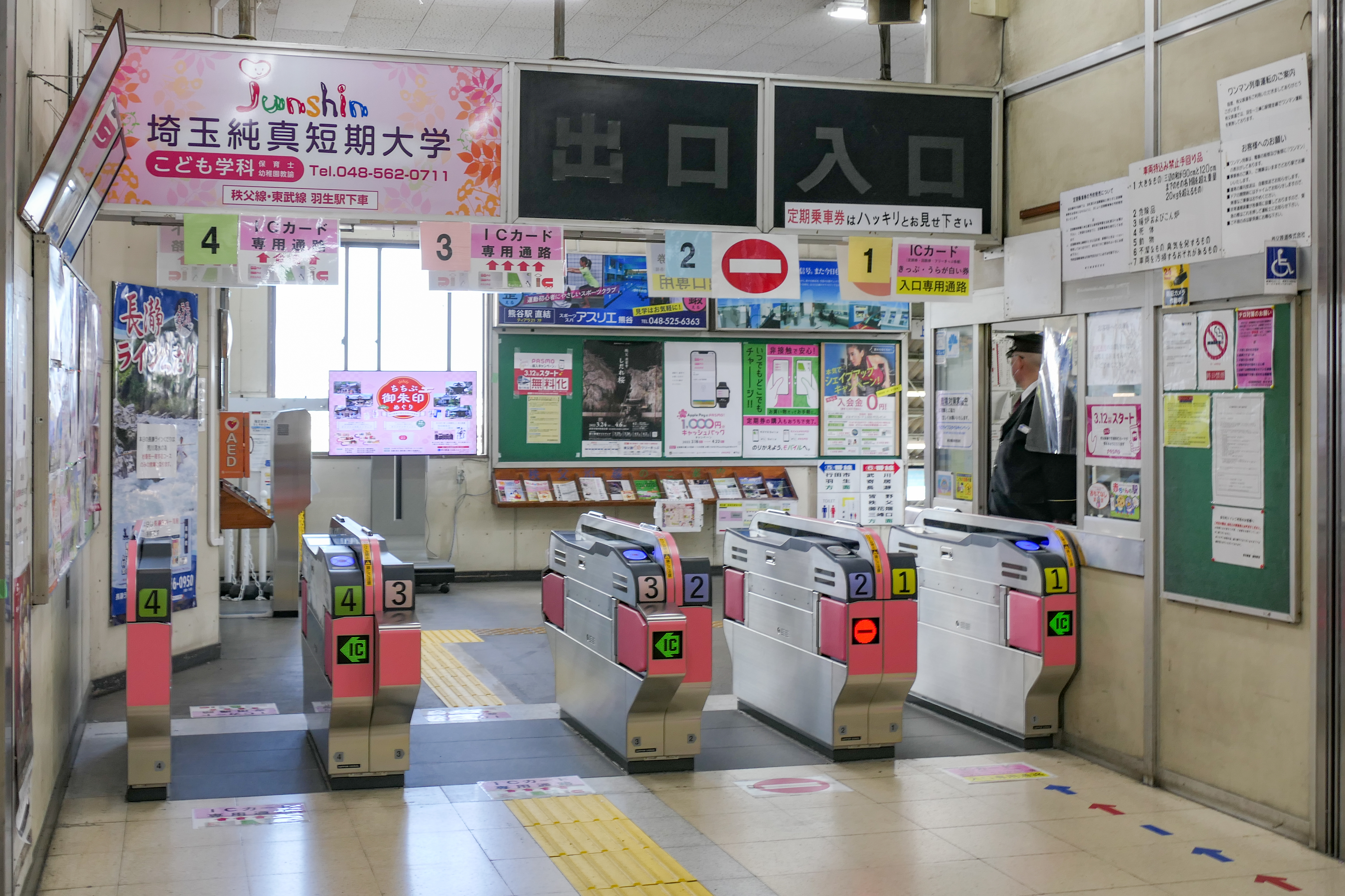
改札口（2022年3月）

## 駅弁
熊谷駅で1883年（明治16年）7月に、寿司とパンを売り出したのが駅弁の始まりとされている（諸説あり）。
それ以降、地元業者が駅弁を販売し（大盛商店・栗めし他）、駅構内での立ち売りも行われていたが、2021年12月現在は販売されていない。週末になると、改札外のNewDays前で荻野屋（群馬県安中市松井田町）の峠の釜めしや、全国の名物・物産がワゴン販売されることがある。

## 利用状況
- JR東日本 - 2023年度（令和5年度）の1日平均乗車人員は26,991人である[JR 1]。
JR東日本高崎線全線（東北本線として運行されている駅を含む）の駅の中で大宮駅、上野駅、赤羽駅、浦和駅、さいたま新都心駅、上尾駅、高崎駅に次ぐ第8位。
  - 2023年度（令和5年度）の新幹線の1日平均乗車人員は3,510人である[新幹線 1]。
同社の駅では第14位。
- 秩父鉄道 - 2021年度（令和3年度）の1日平均乗車人員は4,491人である[* 1]。
秩父本線35駅中1位。

各年度の1日平均乗車人員数は下表のとおり。
| 年度               | JR東日本 | JR東日本 | 秩父鉄道 | 出典              |
| 年度               | 合計     | 新幹線   | 秩父鉄道 | 出典              |
| ------------------ | -------- | -------- | -------- | ----------------- |
| 1990年（平成02年） | 30,505   |          | 7,691    |                   |
| 1991年（平成03年） | 32,164   |          | 7,867    |                   |
| 1992年（平成04年） | 32,600   |          | 7,863    |                   |
| 1993年（平成05年） | 32,987   |          | 7,872    |                   |
| 1994年（平成06年） | 35,470   |          | 7,753    |                   |
| 1995年（平成07年） | 32,612   |          | 7,513    |                   |
| 1996年（平成08年） | 32,867   |          | 7,153    |                   |
| 1997年（平成09年） | 31,952   |          | 6,672    |                   |
| 1998年（平成10年） | 31,480   |          | 6,696    |                   |
| 1999年（平成11年） | 31,126   |          | 6,452    | [ 埼玉県統計 1 ]  |
| 2000年（平成12年） | 31,091   |          | 6,288    | [ 埼玉県統計 2 ]  |
| 2001年（平成13年） | 31,187   |          | 6,091    | [ 埼玉県統計 3 ]  |
| 2002年（平成14年） | 30,792   |          | 5,844    | [ 埼玉県統計 4 ]  |
| 2003年（平成15年） | 30,896   |          | 5,743    | [ 埼玉県統計 5 ]  |
| 2004年（平成16年） | 31,040   |          | 5,588    | [ 埼玉県統計 6 ]  |
| 2005年（平成17年） | 31,305   |          | 5,622    | [ 埼玉県統計 7 ]  |
| 2006年（平成18年） | 31,620   |          | 5,746    | [ 埼玉県統計 8 ]  |
| 2007年（平成19年） | 31,662   |          | 5,832    | [ 埼玉県統計 9 ]  |
| 2008年（平成20年） | 31,597   |          | 5,971    | [ 埼玉県統計 10 ] |
| 2009年（平成21年） | 31,010   |          | 5,888    | [ 埼玉県統計 11 ] |
| 2010年（平成22年） | 30,715   |          | 5,808    | [ 埼玉県統計 12 ] |
| 2011年（平成23年） | 30,644   |          | 5,759    | [ 埼玉県統計 13 ] |
| 2012年（平成24年） | 30,852   | 4,467    | 5,770    | [ 埼玉県統計 14 ] |
| 2013年（平成25年） | 31,290   | 4,557    | 5,805    | [ 埼玉県統計 15 ] |
| 2014年（平成26年） | 30,432   | 4,441    | 5,831    | [ 埼玉県統計 16 ] |
| 2015年（平成27年） | 30,864   | 4,358    | 5,766    | [ 埼玉県統計 17 ] |
| 2016年（平成28年） | 30,686   | 4,363    | 5,731    | [ 埼玉県統計 18 ] |
| 2017年（平成29年） | 30,706   | 4,367    | 5,758    | [ 埼玉県統計 19 ] |
| 2018年（平成30年） | 30,556   | 4,350    | 5,575    | [ 埼玉県統計 20 ] |
| 2019年（令和元年） | 30,064   | 4,232    | 5,597    | [ 埼玉県統計 21 ] |
| 2020年（令和02年） | 20,134   | 2,545    | 3,846    | [ 埼玉県統計 22 ] |
| 2021年（令和03年） | 22,331   | 2,659    | 4,491    | [ 埼玉県統計 23 ] |
| 2022年（令和04年） | 25,318   | 3,246    |          | [ 埼玉県統計 24 ] |
| 2023年（令和05年） | 26,991   | 3,510    |          |                   |

## 駅周辺
駅周辺は、熊谷市の「路上喫煙マナー条例」（2006年（平成18年）10月1日施行） により駅周辺での喫煙が禁止されているが、喫煙者への配慮のため、正面口ロータリーに2か所・南口ロータリーに1か所喫煙所が設置されている。

### 駅ビル
- アズ熊谷 (AZ・AZ 2nd・AZ ROAD・AZ EAST)

### 正面口（北口）
出入口に面するロータリーを管理する熊谷市は『正面口』と呼称しているが、利用者には『北口』で定着している。駅舎を管理するJR東日本では『北口（正面口）』と案内している。
その名の通り、熊谷市の玄関口としての役割を果たしており、また付近は旧熊谷宿にも近いことから熊谷市の中心市街地として発展してきた。熊谷うちわ祭の初叩合い、年始の出初め式など伝統的な行事を行う会場の一つでもある。
しかし、多くの地方都市と同様、近年は郊外ロードサイド型店舗の影響を受けて丸井・ニチイといった大型店舗をはじめ店舗の撤退がみられる状況にあり、衰退傾向にある。
また、埼玉県北部における東武鉄道のバス事業撤退（後述）に伴い、バス路線の統廃合や多くの本数が運行されていた立正大学行きの始発・終点停留所が熊谷駅南口に変更されるなど、北口始発のバス本数は減少しているが、臨時バス降車場が廃止された（後述）影響で、一般車と入り混じり、混雑が緩和されていなかった。
正面口ロータリーは、公共交通向けの施設と市は位置づけている。そこで、隣接する場所に一般車用の東口ロータリーを新設し、一般車はそちらを利用するよう市報等で促しているが、交通規制はしておらず、正面口の混雑を緩和させるまでの効果には至っていない。この時に臨時バス降車場を廃止して、東口へスムーズにアクセスできるよう正面口(北口)ロータリー入口の交差点手前（埼玉県道91号熊谷停車場線）を左折専用レーンとして東口方面にアクセスできるようにした（以前は左折禁止だった）ため、路線バスは必ず正面口ロータリー内で降車させなければならなくなった。前述のようにバスの本数自体は減少しているが、ロータリー内バス降車場周辺の混雑度が増し、朝ラッシュ時は閉塞状態になることも多い。
2018年から2019年にかけて、ラグビーワールドカップ2019の開催に向けロータリーの改修を行った。また、混雑回避の為の交通流動見直しに伴い、正面口ロータリー-東口ロータリー間を行き来できる道路（みずほ銀行前）を正面口側から東口側への一方通行路に転換された。加えて、ロータリー手前に一般送迎車を左折方向（東口）へと誘導する標識や、バス降車場に国際十王交通による駐停車禁止を注意喚起する看板も設置され、東口の利用が増えるなどの効果が出ている。
- 北口ロータリー/路線バス・タクシーのりば

熊谷次郎直実像（北口）

- ラグビーロード（埼玉県道91号熊谷停車場線） ※ 熊谷ラグビー場へと繋がる「ラグビータウン熊谷」の象徴的道路
- 熊谷郵便局（ゆうちょ銀行熊谷店併設）
- みずほ銀行熊谷支店（駅舎側にもATMが設置されている）
- 八十二銀行熊谷支店
- 熊谷駅前防犯センター安心館/熊谷市立熊谷図書館熊谷駅前分室
- 埼玉県立熊谷女子高等学校
- 国道17号
- 熊谷筑波町郵便局
- 熊谷市役所
- 熊谷市立熊谷東小学校
- 自衛隊埼玉地方協力本部熊谷地域事務所
- さいたま地方法務局熊谷支局
- 埼玉県熊谷地方庁舎
- 熊谷総合病院
- 熊谷寺(熊谷次郎直実菩提寺)
- 東横INN熊谷駅北口

### 南口

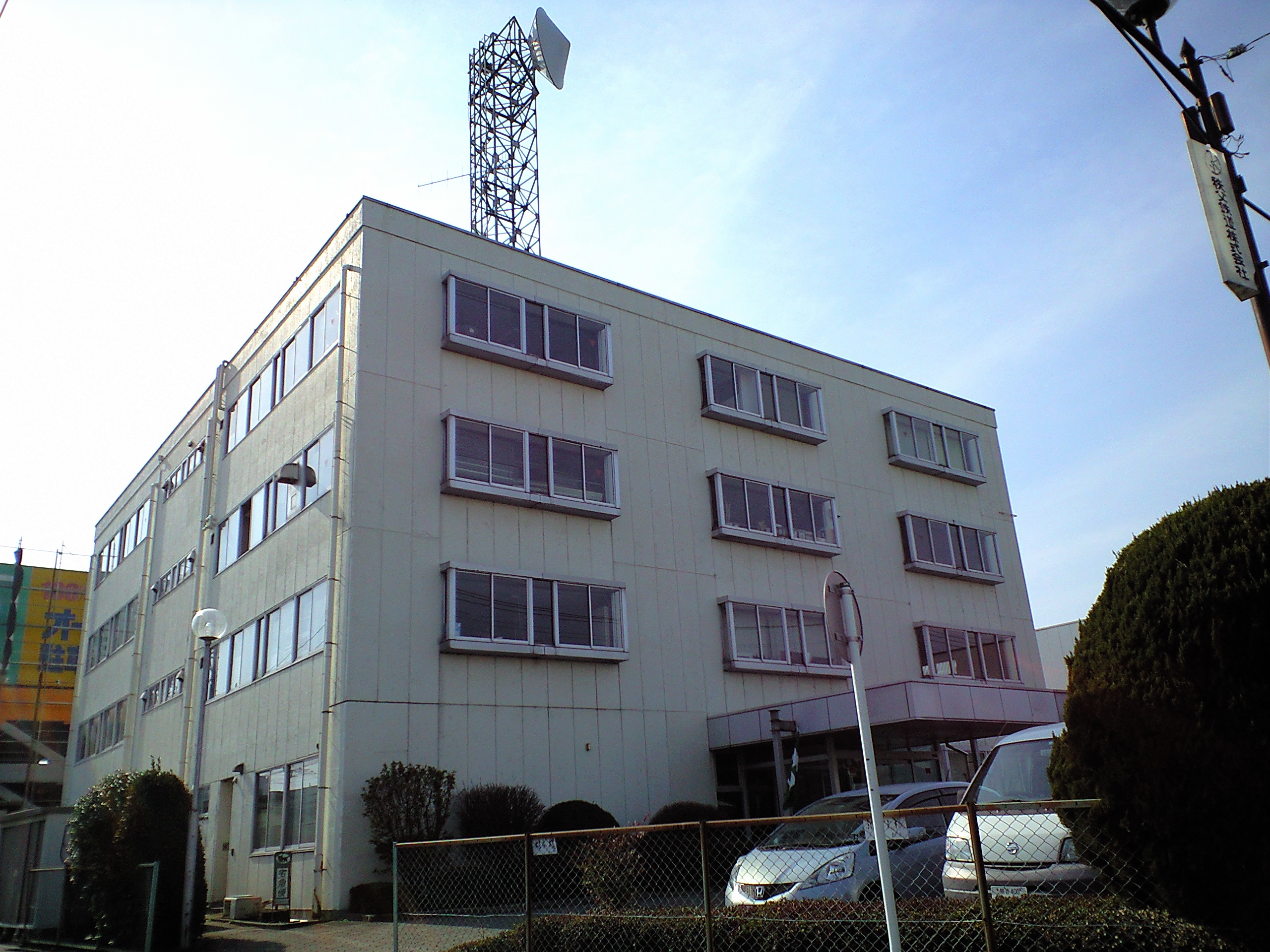
秩父鉄道本社（2012年4月）

後から設置したこともあり開発年代は遅く、住宅街が広がるなど閑静なエリアとなっている。一方で近年は線路沿いでのマンション開発もみられる。荒川の河川敷が近くにあり、春は熊谷さくら祭り、夏は熊谷花火大会で賑わう。
- 南口ロータリー/路線バス・高速バス・コミュニティバス・タクシーのりば
- 秩父鉄道熊谷ビル
- 秩父鉄道本社
- 熊谷年金事務所
- 熊谷市立文化センター（熊谷市立熊谷図書館・文化会館・プラネタリウム館）
- 熊谷市民体育館
- 熊谷市立桜木小学校
- 熊谷万平郵便局
- 荒川・熊谷桜堤
- ホテルサンルート熊谷駅前

### 東口（ティアラ口）
熊谷駅東地区市街地再開発事業の中心施設として2004年11月20日に開業した駅直結の複合商業施設ティアラ21に設けられた出入口。正面口のすぐ東側、アズと熊谷駅前ビル・熊谷通運ビルを挟んだ裏側に位置する。ティアラ21の隣接地には、1970年代の再開発で開業したニットーモール・カルパといった大きな商業ビルが並ぶ。北口や南口と比べると国道17号などの大通りと直接結ばれた連絡路が無いが、熊谷市による北口の一般車を東口に誘導する広報活動により利用車は増加傾向にある。また、北口に加えて、熊谷うちわ祭の初叩合い会場の一つとなった。
- 東口ロータリー（別名「さくら広場」）
- 野村證券熊谷支店
- ティアラ21 ※東口（ティアラ口）直結
- ニットーモール
- CARPA

### 冷却ミスト
熊谷市により「あっぱれ・天晴・熊谷駅広場冷却ミスト事業」として、正面口・南口・東口の入口に冷却ミストが設置されている。毎年5月〜10月までの期間、7時〜20時まで「気温28°C以上・湿度70%未満・風速3m未満・降雨なし」の気象条件がそろった時に自動噴霧される。東口に設置されている冷却ミストのノズルの位置が一番低いため、ミストを実感するには一番良いとされている。

## バス路線
当駅は2021年現在、JR東日本と秩父鉄道の鉄道駅であるが、路線バスに関しては大手私鉄である東武鉄道グループの国際十王交通・朝日自動車が主体となっている（かつては直営）。かつては秩父鉄道も路線バスを運行していたが、1993年までに全路線廃止されている。
国際十王交通・朝日自動車の路線（高速羽田空港線および各路線の共同運行便・応援便を含む。ゆうゆうバス除く）では、PASMO・Suica（及び相互利用している各種交通系ICカード）が利用可能である。

### 北口発
停留所名は『熊谷駅』。
1番のりば
- 国際十王交通／川越観光自動車（共同運行）

- KM11・12／KM-11・12：東松山駅方面

- 国際十王交通

- KM14〜17：循環器呼吸器病センター・小川町駅方面

2番のりば（国際十王交通）
- KM21：犬塚行
- KM23・24：籠原駅方面

3番のりば（国際十王交通）
- KM31〜35：スポーツ文化公園・葛和田方面

臨時のりば
- 臨時：熊谷スポーツ文化公園方面直通（国際十王交通、川越観光自動車、朝日自動車）
- 臨時：熊谷うちわ祭パークアンドライドバス（毎年7月21日・22日、朝日自動車）

5番のりば(21時台まで)（朝日自動車） ※ 22時以降3番のりば発
- KM51〜53：妻沼行

6番のりば(21時台まで)（朝日自動車） ※ 22時以降3番のりば発
- KM61・62：太田駅方面
- KM63：西小泉駅行
- KM64・65：妻沼方面

（備考）
北口乗り入れの全路線が、共通降車場にて降車する形態を取っており、それぞれののりばは乗車専用（全便当駅始発／終着）。
1 - 3番と共通降車場はロータリー内にある。5・6番はロータリー外の埼玉県道91号熊谷停車場線上にあるが、22時以降は使用せずに3番のりばからの発車となる。4番は欠番。
臨時のりばは、基本的に3番のりばと同じ場所になっているが、2020年2月15日以降、ジャパンラグビーリーグワン（2021年まではラグビートップリーグ）試合開催日の直通熊谷ラグビー場行きに関しては、5・6番のりばの路線を大栄日生熊谷ビル前に2か所設置する臨時バス停からの発車に一時的に移動し、熊谷ラグビー場行きシャトルバスを本来の5・6番のりばの場所から発車させる扱いにしている。

### 東口発
停留所名は『熊谷駅東口』。東口は一般車向けという熊谷市による位置づけの為、原則ロータリーに乗り入れず、「R&Bホテル熊谷駅前」東側市道を発着する（一部送迎バスにロータリーを発着しているのがある）。
- 熊谷市ゆうゆうバス
  - 7・くまぴあ号：籠原駅北口 行き（協同バス）
  - 9・直実号：熊谷市街地循環（国際十王交通）

### 南口発
停留所名は『熊谷駅南口』。南口ロータリー内にバスの種類毎にのりばが別れているが、番号等は無い。
- 熊谷市ゆうゆうバス
  - 1・さくら号・直実号(朝夜の一部)：籠原駅南口行（協同バス、国際十王交通）
  - 2・グライダー号：妻沼行政センター行（協同バス）
  - 5・ムサシトミヨ号(籠原)：籠原駅南口行（協同バス）
  - 6・ムサシトミヨ号(上之)：上之荘行（協同バス）
  - 8・ひまわり号：長島記念館行（北斗交通）
  - 9・直実号：熊谷市街地循環（国際十王交通）
  - 10・ほたる号：江南行政センター行（国際十王交通）
- 高速バス
  - リムジンバス：羽田空港行（国際十王交通・東京空港交通）
  - ゆめぐり埼玉号：伊香保温泉・草津温泉行（秩父鉄道観光バス(JRバス関東アライアンス)）[30]
- 路線バス（国際十王交通）
  - RU01・03：立正大学・森林公園駅方面
- スクールバス・送迎バス
  - 武蔵越生高等学校／大妻嵐山中学校・高等学校（協同バス）
  - 東京農業大学第三高等学校（BM観光）
  - 星野学園中学校・星野高等学校（関東バス）
  - 東京電機大学埼玉鳩山キャンパス（ロイヤル観光）
  - 昭和浄苑[注釈 9]

## タクシー
- 北口・南口の各ロータリーのタクシーのりばには、熊谷市内に営業所を持つ事業者のうち、以下の事業者のタクシーが乗り入れる。
  - 熊谷構内タクシー
  - 中央タクシー
  - 七福タクシー
  - かごはらタクシー
  - 大沼公園タクシー（南口）

## 隣の駅
東日本旅客鉄道（JR東日本）
 上越新幹線・北陸新幹線
大宮駅 - 熊谷駅 - 本庄早稲田駅
■高崎線
- 特急「草津・四万」「あかぎ」停車駅

■特別快速・■快速「アーバン」（当駅から高崎・前橋方面は各駅に停車）
鴻巣駅 - 熊谷駅 - 籠原駅
■普通
行田駅 - 熊谷駅 - （（貨）熊谷貨物ターミナル駅） - 籠原駅
秩父鉄道
■秩父本線
□SLパレオエクスプレス
熊谷駅 (CR09) - ふかや花園駅 (CR17)
■急行「秩父路」（当駅から羽生方面は土休日のみ運転）
行田市駅 (CR06) - 熊谷駅 (CR09) - 武川駅 (CR15)
□各駅停車
ソシオ流通センター駅 (CR08) - 熊谷駅 (CR09) - 上熊谷駅 (CR10)

### かつて存在した路線
東武鉄道
熊谷線
熊谷駅 - 上熊谷駅

### 記事本文